# Кайл Брофловскі
Кайл Брофловскі (англ. Kyle Broflovski) — персонаж мультфільму «Південний парк», один із чотирьох головних героїв, дев'ятирічних школярів. Єврей за національністю. Прізвище Кайла, ймовірно походить від східноєвропейського прізвища Братиславський, Бреславський чи Вроцлавський. Одягнений зазвичай у яскраво-зелену шапку-вушанку (натяк на східноєвропейське походження сім'ї Кайла), помаранчеву куртку, темно-зелені штани та зелені рукавички. В епізоді «Список» за сімейним столом Кайлові подали книші (білоруську страву), що також натякає на східноєвропейське походження родини. Кайл навіть спить у вушанці, коли в нього перев'язана голова, то бинти накладені поверх шапки, але в тих рідкісних серіях, де він її знімає, видно пишну яскраво-червону зачіску в стилі афро (перший епізод, де видно зачіску Кайла — «Як харчуватися за допомогою дупи»; цей епізод є відсиланням до фільму Паркера та Стоуна «Каннібал! Мюзикл», де персонаж, який озвучує Кайл Стоун, носить схожу шапку і знімаючи її, дивує всіх своїм пишним афро).